# Pochyta poissoni
Pochyta poissoni là một loài nhện trong họ Salticidae.
Loài này thuộc chi Pochyta. Pochyta poissoni được Lucien Berland & Millot miêu tả năm 1941.